# Llac Ngoring
Llac Ngoring（en tibetà མཚོ་སྔོ་རིང; Wylie: mtsho sngo ring）o Llac Ngoreng (en tibetà མཚོ་སྔོ་རེངས; Wylie: mtsho sngo rengs) o Llac Eling (xinès 鄂陵湖; Pinyin èlíng Hú) és un gran llac d'aigua de la conca del Riu Groc. És troba al sud-est de la província de Qinghai. El nom del llac significa "Llac Llarg Blau" en Tibetà. El llac Ngoring té 610.7 km², amb una àrea de drenatge de 18,188 km². Es troba a 4268 m d'alçacada i té una llargada de 32.3 km amb una amplada mitjana de 18.9 km (max 31.6 m).